# Miravella
Miravella, o Miravelles, és un petit enclavament del terme municipal d'Olius a dins del de Solsona, a la comarca del Solsonès. Està situat al nord-oest de Solsona, a ran i al nord-est de la carretera C-26, entre el punt quilomètric 101,65 i el 101,8, just al nord del Parc de la Mare de la Font. L'altitud de la casa de Miravella és de 703 metres.
Aquest enclavament està delimitat a ponent, en diagonal, per la carretera esmentada; a llevant, pel barranc que davalla del Serrat de Cal Trinxet pel costat de llevant de les restes de la casa de Miravella; al nord, pels contraforts meridionals del serrat esmentat, i a ponent, per un altre barranc que davalla del mateix serrat i que en davalla pel costat oest de Miravella. L'enclavament inclou el Camp de Miravella i la masia de Miravella.